# 圣斯佩拉泰
圣斯佩拉泰（義大利語：San Sperate），是意大利撒丁大区南撒丁省的一个市镇。总面积26.15平方公里，人口7740人，人口密度296.0人/平方公里（2009年）。ISTAT代码为092059。